# Езаті
Езаті (груз. ეზატი) — село в Грузії.
За даними перепису населення 2014 року в селі проживає 224 особи.